# Ekonomföreningen Niord
Ekonomföreningen Niord rf är en svenskspråkig ekonomförening som fungerar som intresseorganisation för ekonomer i Finland. Föreningens syfte är att verka för medlemmarnas konkurrenskraftiga ställning på arbetsmarknaden samt erbjuda och skapa nätverk för att främja kontakterna till andra ekonomer. Niord är den näst största av Finlands Ekonomer:s25 ekonomföreningar och har ett medlemsantal på ca 3 300 medlemmar samt 800 juniormedlemmar (studerandemedlemmar).
De ordinarie medlemmarna är via föreningen samtidigt medlemmar av Finlands Ekonomer, och får den service som erbjuds av förbundet. Därtill kan man som studerande vid handelshögskola eller merkantilt-vetenskapligt universitet ansluta sig gratis som juniormedlem. Juniormedlemmarna kan delta i föreningens program samt kan ansöka om stipendier för obligatoriska utbytesstudieperioder eller praktik utomlands.
Ordförande i Niord är Katia Gustafsson (2023–2025). Styrelsen består av 6-12 medlemmar och styrelseperioden är 3 år.

## Historia[3]
Då Högre Svenska Handelsläroverket år 1909 i Helsingfors inledde sin verksamhet bildade eleverna Föreningen Niord / Kamratförbundet Niord, som räknas som en föregångare till dagens Svenska Handelshögskolans Studentkår (SHS). Föreningen omvandlades år 1919 till Studentföreningen Niord. En del av de tidigare medlemmarna i Studentföreningen Niord beslöt att bilda en seniorklubb, som fortsättning efter att man examinerats. "Studentföreningen Niords Seniorklubb" bildades 13 september 1924, vilket räknas som officiellt datum för grundandet av dagens ekonomförening. År 1928 registrerades seniorklubben som självständig förening och benämndes Seniorklubben Niord r.f. År 1939 fick föreningen sitt nuvarande namn Ekonomföreningen Niord rf. Grundarna år 1924 var 11 personer och från det har föreningen hela tiden vuxit stadigt. Namnet Niord är hämtat från den nordiska mytologin och är namnet på handelns och sjöfartens gud Njord.

## Verksamhet
Verksamheten sker närmast i Helsingforsregionen och i Vasa. Årligen kan medlemmarna delta i ca 50 olika evenemang. Föreningens medlemmar kommer till över 90 % från Hanken i Helsingfors eller Vasa. Medlemmarna informeras om verksamheten i Niordbladet, som utkommer 4 ggr/år, via nyhetsbrev, på föreningens webbplats och via social media. Kärnan i Niords verksamhet består av evenemang inom kompetensutveckling, personlig utveckling, nätverk och rekreation samt de förmåner och tjänster som Finlands Ekonomer erbjuder. Dessutom äger föreningen stugor i Tahko och Himos, som medlemmarna kan hyra förmånligt.

### Nätverk och mångsidigt program
Föreningen fungerar som ett forum för att skapa kontakter mellan ekonomer och för att bilda nätverk som kan vara av nytta både professionellt och privat. Ekonomerna erbjuds ett mångsidigt program inom både kompetens- och personlig utveckling för arbetslivet samt nätverksskapande program. Föreläsarna fungerar som specialister inom sitt eget område och Niord strävar efter att erbjuda sitt program på svenska.

### Förmåner
Niord erbjuder sina medlemmar olika förmåner som till exempel hyra av föreningens stuga i Tahkovuori, till vilken hör en golfspelsrätt, samt en lägenhet i Himos som medlemmarna kan hyra till förmånligt medlemspris. Föreningens ordinarie medlemmar kan fortlöpande under året ansöka om understöd vid ekonomisk nöd såsom arbetslöshet, sjukdom, föräldraledighet eller annan därmed jämförbar orsak. Juniormedlemmarna kan ansöka om ekonomiskt understöd för obligatorisk utlandsstudieperiod eller praktik utomlands.

### Suomen Ekonomit - Finlands Ekonomer ry
Finlands Ekonomer består av 25 regionala ekonomföreningar och 14 studerandeföreningar och i gemenskapen ingår över 50 000 medlemmar. Niord har, som den näst största föreningen inom förbundet, en stark roll som påverkare, framförallt vad gäller att trygga Finlands Ekonomer som ett tvåspråkigt förbund samt att värna om den svenskspråkiga ekonomutbildningens framtid. Genom ett medlemskap i förbundet är medlemmarna med i en ekonomgemenskap vars mål är att öka värderingen av ekonomerna på arbetsmarknaden.